# Марија Мирковић (тенисерка)
Марија Мирковић (Београд, 23. фебруар 1990) аустралијска је тенисерка српског порекла. 

## Биографија
Марија се родила у Београду, а са 3 године се са мајком Станом, оцем Јовицом и сестром Миленом, преселила у Мелбурн. Тенис почиње да игра са 8 година.  Захваљујући јуниорским тенисерским успесима, постала је спортски стипендиста приватне школе Carey Grammar у Мелбурну.  Њен тренер је Дејан Петровић. 
Као јуниорка освојила је многе тениске турнире широм Аустралије у узрасту од 12, 14 и 16 година. Септембра 2002. на државном првенству Аустралије до 14 година освојила је прво место. На истом такмичењу у дублу са Иваном Милутиновић била је друга. На купу „Пет Пирс” у Мелбурну, где је представљала западни део овог града, у категорији до 13 година, освојила је прво место.  Играла је у финалима турнира 2008. године, у питању су турнири Велингтон МТФ, Румунија МТФ. 
Њен највиши пласман на ВТА ранг-листи било је 276. место, који је достигла 6. јула 2009. године. Њен рекорд у каријери у дублу било је 221. место 22. новембра 2010. године. 